# 비질란테 (캐릭터)
비질란테(Vigilante)는 DC 코믹스가 출판한 미국 만화책에 등장하는 여러 가상 인물이 사용하는 이름이다. 별칭을 맡은 주목할만한 개인으로는 그렉 손더스(Greg Saunders)와 애드리안 체이스(Adrian Chase)가 있다. 비질란테는 뛰어난 백병전투원이자 뛰어난 명사수이다.
빈센트 소벨(Vincent Sobel)이라는 비질란테의 원래 화신은 클레이튼 치티(Clayton Chitty)와 요한 우르브(Johann Urb)가 연기하고 믹 윙거트(Mick Wingert)가 목소리를 맡은 TV 시리즈 애로우: 어둠의 기사에 등장한다. 프레디 스트로마는 DC 확장 유니버스 TV 시리즈 피스메이커 (드라마)에서 비질란테의 애드리안 체이스 화신을 연기한다.